# بارستو (ایلینوی)
بارستو (به انگلیسی: Barstow) یک منطقهٔ مسکونی در ایالات متحده آمریکا است که در شهرستان راک آیلند، ایلینوی واقع شده‌است. بارستو ۱۷۴٫۹۶ متر بالاتر از سطح دریا واقع شده‌است.